# John Tukey
John Wilder Tukey (New Bedford, VS, 16 juni 1915 – New Brunswick, 26 juli 2000) was een Amerikaans statisticus die tevens aan de wiskunde en informatica belangrijke wetenschappelijke bijdragen heeft geleverd.

## Biografie
Tukey werd in 1915 geboren in New Bedford. Hij behaalde aan de Brown-universiteit in 1936 de bachelorgraad, in 1937 een mastertitel, beide in de scheikunde en vervolgens haalde in Princeton een doctoraat in de wiskunde. Tukey werkte tijdens de Tweede Wereldoorlog bij het Fire Control Research Office waar hij samenwerkte met bekende statistici als Samuel Wilks en William Cochran. Hij keerde na de oorlog naar Princeton terug waar hij zijn tijd verdeelde tussen de universiteit daar en Bell Labs. Frederick Mosteller was een van de promovendi die door Tukey werd begeleid. Tukey ging in 1985 met pensioen en overleed in 2000 te New Brunswick.

## Wetenschappelijke bijdragen
Tukey had een veelzijdig interessegebied. Hij is binnen de wiskunde vooral bekend om zijn baanbrekend werk, in samenwerking met James Cooley, op het gebied van de Fast Fourier transform. Hij ontving voor dit werk in 1982 de IEEE Medal of Honor.
Samen met Quenouille leverde Tukey belangrijke bijdragen tot de Jackknifemethode, een aan de bootstrap gerelateerde resamplingmethode. Tukey was een van de grondleggers van de gegevens-analyse. Zo ontwikkelde hij de boxplot, een grafische methode om een verzameling numerieke gegevens samen te vatten.
Tukey was ook een pionier op het gebied van de informatica. Hij bedacht in de periode dat hij met John von Neumann samenwerkte het woord bit. Dat is een samenvoeging van de Engelse woorden binary, binair, en digit, getal. Hij bedacht ook in 1958 het woord software.
Tukey ontving voor zijn wetenschappelijke bijdragen onder andere de volgende onderscheidingen: Samuel Wilks Award 1965, National Medal of Science 1973, Shewhart Medal 1976, IEEE Medal of Honor 1982 en de Deming Medal 1982. Hij werd verkozen tot buitenlands lid van de Royal Society 1991.

## Publicaties
- Andrews, David F; Peter J Bickel; Frank R Hampel; Peter J Huber; W H Rogers en John W Tukey (1972). Robust estimates of location: survey and advances. Princeton University Press. ISBN 0-691-08113-1.
- Basford, Kaye E en John W Tukey (1998). Graphical analysis of multiresponse data. Chapman & Hall/CRC. ISBN 0-8493-0384-2.
- Blackman, R B en John W Tukey (1959). The measurement of power spectra from the point of view of communications engineering. Dover Publications. ISBN 0-486-60507-8.
- Cochran, William G; Frederick Mosteller en John W Tukey (1954). Statistical problems of the Kinsey report on sexual behavior in the human male. American Statistical Association.
- Hoaglin, David C; Frederick Mosteller en John W Tukey (eds) (1983). Understanding Robust and Exploratory Data Analysis. Wiley. ISBN 0-471-09777-2.
- Hoaglin, David C; Frederick Mosteller en John W Tukey (eds) (1985). Exploring Data Tables, Trends and Shapes. Wiley. ISBN 0-471-09776-4.
- Hoaglin, David C; Frederick Mosteller en John W Tukey (eds) (1991). Fundamentals of exploratory analysis of variance. Wiley. ISBN 0-471-52735-1.
- Morganthaler, Stephan en John W Tukey (eds) (1991). Configural polysampling: a route to practical robustness. Wiley. ISBN 0-471-52372-0.
- Mosteller, Frederick en John W Tukey (1977). Data analysis and regression : a second course in statistics. Addison-Wesley. ISBN 0-201-04854-X.
- Tukey, John W (1940). Convergence and Uniformity in Topology. Princeton University Press. ISBN 0-691-09568-X.
- Tukey, John W (1977). Exploratory Data Analysis. Addison-Wesley. ISBN 0-201-07616-0.
- Tukey, John W; Ian C Ross; Verna Bertrand; et al. (1973–). Index to statistics and probability. R & D Press. ISBN 0-88274-001-6.

The collected works of John W Tukey, uitgegeven door William S Cleveland
- Brillinger, David R (ed) (1984). Volume I: Time series, 1949–1964. Wadsworth. ISBN 0-534-03303-2.
- Brillinger, David R (ed) (1985). Volume II: Time series, 1965–1984. Wadsworth. ISBN 0-534-03304-0.
- Jones, Lyle V (ed) (1985). Volume III: Philosophy and principles of data analysis, 1949–1964. Wadsworth & Brooks/Cole. ISBN 0-534-03305-9.
- Jones, Lyle V (ed) (1986). Volume IV: Philosophy and principles of data analysis, 1965–1986. Wadsworth & Brooks/Cole. ISBN 0-534-05101-4.
- Cleveland, William S (ed) (1988). Volume V: Graphics, 1965–1985. Wadsworth & Brooks/Cole. ISBN 0-534-05102-2.
- Mallows, Colin L (ed) (1990). Volume VI: More mathematical, 1938–1984. Wadsworth & Brooks/Cole. ISBN 0-534-05103-0.
- Cox, David R (ed) (1992). Volume VII: Factorial and ANOVA, 1949–1962. Wadsworth & Brooks/Cole. ISBN 0-534-05104-9.
- Braun, Henry I (ed) (1994). Volume VIII: Multiple comparisons, 1949–1983. Chapman & Hall/CRC. ISBN 0-412-05121-4.

## Websites
- (en)  D.R. Brillinger, John W. Tukey: His Life and Professional Contributions, The Annals of Statistics, 2002
- (en)  D.R. Brillinger, John Wilder Tukey (1915–2000), Notices of the American Mathematical Society, 2002